# Elements del bloc s
Els elements del bloc s (de l'anglès sharp) són aquells situats en els grups 1 i 2 de la taula periòdica dels elements. En aquests elements el nivell energètic més extern correspon a orbitals s (vegeu la configuració electrònica).
| Blocs d'elements                           |
| bloc s - bloc p - bloc d - bloc f - bloc g |
| Blocs de la taula periòdica                |

En el diagrama es mostra la taula periòdica dividida en blocs. Els elements del grup 1 (excepte l'hidrogen) s'anomenen metalls alcalins, i els del grup 2 alcalinoterris. L'heli és un gas noble i l'hidrogen no es classifica en cap grup en concret.
En els orbitals s hi caben dos electrons, i aquests elements tenen tendència a perdre aquests electrons, aconseguint així la configuració electrònica del gas noble més pròxim.

## Subgrups del bloc s
- 1 : Metall Alcalí
- 2 : Alcalinoterri